# Голямо синьо турако
Големите сини турако (Corythaeola cristata), наричани също големи турако, са вид едри птици от семейство Туракови (Musophagidae), единствен представител на род Corythaeola.
Разпространени са в екваториалните гори на Централна и Западна Африка. Те са най-едрите представители на семейството и достигат 70 – 76 сантиметра дължина и маса 800 – 1230 грама.